# Afrikánci
Afrikánci je novější označení pro potomky nizozemských, francouzských a německých přistěhovalců v Jižní Africe, ve větší míře používané až po Búrských válkách na přelomu 19. a 20. století. Do té doby se hovoří o tzv. Búrech.
Byli to původně potomci nizozemských, francouzských, německých a belgických protestantů, Kalvínových stoupenců, kteří během 17. a 18. století emigrovali z Evropy do Jižní Afriky, oblasti kolem mysu Dobré naděje, již od roku 1652 do roku 1795 ovládala nizozemská Východoindická společnost. Tato směska přistěhovalců vytvořila vlastní dialekt, afrikánštinu, kterou dodnes hovoří velká část bílého obyvatelstva Jihoafrické republiky, v rámci něhož tvoří Afrikánci většinu.
Búrové (z nizozemského výrazu Boer – Sedlák) byli převážně usedlí zemědělci. Polokočovní sedláci, kteří se pohybovali na východním pomezí kolonie se nazývali Trekboers (potulní sedláci). Novousedlíci na západě Kapského mysu se označovali jako Kapští Holanďané. Osamělí pionýři, co pronikali za východní hranici kolonie během migrační vlny nazvané později Velká cesta se označovali za Voortrekkers – Průkopníky – doslovně výraz znamená “ti co jdou kupředu”.
Poté, co v 30. a 40. letech 19. stol. ovládli Kapský mys Britové, emigrovali Búrové z ovládané oblasti Kapského mysu na sever od řeky Orange, do oblasti původně obývané černošským obyvatelstvem, odsud uprchnuvšího ve strachu před obávanými Zuluy, vedenými náčelníkem Šakou. Část Búrů se přesunula i do oblasti dnes nazývané KwaZulu-Natal. Zulové to považovali za porušení smlouvy, kterou uzavřeli s Brity, a Búry napadli. Zabili přitom jejich vůdce Pieta Retiefa a Gerharda Maritze a téměř polovinu Voortrekkerů, kteří je následovali.
Zabité vůdce nahradil Andries Pretorius a v bitvě u Krvavé řeky 16. prosince 1836 s malým kontingentem Voortrekkerů Zuluům porážku oplatil. V roce 1839 pak ustavili na dobytém území Natalskou republiku. Druhým státním útvarem vytvořeným Búry byl Svobodný stát Oranžsko.
Tyto dva státy existovaly až do jejich spojení a začlenění mezi kolonie pod správou Británie během druhé búrské války (1900, resp. 1902).
Gregory Stanton se domníval, že útoky na bílé farmáře představují včasné varování a známky genocidy proti Afrikáncům a jihoafrickou vládu kritizoval za nečinnost v této otázce. Poukazoval také na to, že míra vražd bílých ("etnicko-evropské zemědělce" ve své zprávě, která zahrnuje i neafrikánské zemědělce evropského původu) je čtyřikrát vyšší než v jihoafrické populaci obecně. V JAR je zhruba 40 000 bílých farmářů. Od roku 1994 jich, v rámci tisíců útoků na farmáře, bylo až tři tisíce zavražděno. Někteří byli brutálně mučení a/nebo znásilněni. Některé oběti byly páleny žehličkou nebo jim byla lita vařící voda do hrdla.